# 화순군의 향토문화유산
―
화순군의 향토문화유산은 문화재보호법에 의거 "문화재"로 정의된 것중 국가지정문화재, 도지정문화재 및 문화재 자료를 제외하고 인위적, 자연적으로 형성된 향토적 유산으로써 역사적, 예술적, 학술적, 경관적 가치가 큰 유형문화재, 무형문화재, 기념물, 민속자료를 말한다.

## 지정 목록
| 번호 | 그림 | 명칭                                        | 소재지                                                                           | 소유자 (관리자)                                                                   | 지정·해제일자                                                                                 | 비고                      |
| ---- | ---- | ------------------------------------------- | -------------------------------------------------------------------------------- | --------------------------------------------------------------------------------- | --------------------------------------------------------------------------------------------- | ------------------------- |
| 1호  |      | 충효사 고문서                               | 화순군 도암면 벽지리 790                                                         | 밀양박씨충효사                                                                    | 2001년 7월 22일 지정                                                                          |                           |
| 2호  |      | 벽지리 충효사                               | 화순군 도암면 벽지리 790                                                         | 밀양박씨 충효사                                                                   | 2001년 7월 22일 지정                                                                          |                           |
| 3호  |      | 물염정                                      | 화순군 이서면 창량리 373                                                         | 금성나씨남강공파종중                                                              | 2001년 7월 22일 지정                                                                          |                           |
| 4호  |      | 도원서원                                    | 화순군 동복면 연월리 산915                                                       | 최신재                                                                            | 2001년 7월 22일 지정                                                                          |                           |
| 5호  |      | 이경휴                                      | 화순군                                                                           |                                                                                   | 지방민속자료 제 40호를 승격지정                                                               |                           |
| 6호  |      | 양회두 가옥 (양회두 家屋)                   | 화순군 도곡면 월곡리 595-1                                                       | 양회두                                                                            | 2002년 7월 31일 지정 2019년 11월 1일 지정해제                                                 |                           |
| 7호  |      | 학포선생 부조묘 (學圃先生 不祧廟)           | 화순군 도곡면 월곡리 562                                                         | 제주양씨학포공파대종회                                                            | 2002년 7월 31일 지정                                                                          |                           |
| 8호  |      | 한산정씨 삼강문 (한산정씨 三綱門)           | 화순군 도곡면 신덕리 614                                                         | 한산정씨대종회                                                                    | 2002년 7월 31일 지정                                                                          |                           |
| 9호  |      | 달성배씨효열정려문 (달성배씨孝烈旌閭門)     | 화순군 도곡면 대곡리 69-2                                                        | 달성배씨회은공파                                                                  | 2002년 7월 31일 지정                                                                          |                           |
| 10호 |      | 화순 벽라리 민불                            | 화순군 화순읍 대리 335                                                           |                                                                                   | 2002년 7월 31일 지정, 문화재 자료 승격 지정 2004년 2월 13일, 전남 문화재자료 243호로 승격     |                           |
| 11호 |      | 선무원종공신녹권 (宣武原從功臣錄券)         | 화순군 청풍면                                                                    | 염규삼                                                                            | 2002년 7월 31일 지정                                                                          |                           |
| 12호 |      | 동복면 연둔리 숲정이                        | 지정일자 2002년 7월 31일, <br / 전남 기념물 제237호로 >2006년 12월 27일 승격지정 |                                                                                   |                                                                                               |                           |
| 13호 |      | 오지호 생가                                 |                                                                                  | 지정일자 2003년 12월 1일 , 국가지정 등록 문화재 제274호 승격 지정 2006년 9월 19일 |                                                                                               |                           |
| 14호 |      | 장범루                                      | 화순군 이양면 오류리 92                                                          | 민회식                                                                            | 2003년 12월 2일 지정                                                                          |                           |
| 15호 |      | 삼지재 (三芝齋)                             | 화순군 도곡면 효산리 27                                                          | 제주양씨삼지재종중                                                                | 2003년 12월 2일 지정                                                                          |                           |
| 16호 |      | 만연사 부도군                               | 화순군 화순읍 동구리 179                                                         | 정과스님                                                                          | 2003년 12월 2일 지정                                                                          |                           |
| 17호 |      | 동복 가수리 짐대제                          | 화순군 동복면 가수리 411                                                         | 상가마을 이장님                                                                   | 2003년 12월 2일 지정                                                                          |                           |
| 18호 |      | 화순 도장리 밭노래                          | 화순군 도암면 도장리                                                             |                                                                                   | 2003년 12월 2일 지정, 도지정 무형문화재 승격 지정 2013년 8월 5일, 전남 무형문화재 51호로 승격 |                           |
| 19호 |      | 도곡 호동마을 숲정이                        | 화순군 도곡면 신성리 5-1                                                         | 호동마을 이장님                                                                   | 2003년 12월 2일 지정                                                                          |                           |
| 20호 |      | 도곡 구사마을 숲정이                        | 화순군 도곡면 미곡리 26                                                          | 구사마을 이장님                                                                   | 2003년 12월 2일 지정                                                                          |                           |
| 21호 |      | 박병옥 가옥 사랑채                          | 화순군 한천면 한계리 668                                                         | 박병옥                                                                            | 2005년 1월 15일 지정                                                                          |                           |
| 22호 |      | 면암 최익현·둔재·문달환 선생 영정           | 화순군 춘양면                                                                    |                                                                                   | 2005년 1월 15일 지정, 전남 도지정 문화재 승격 지정 2011. 12. 20. 도 유형문화재 제313호, 314호 |                           |
| 23호 |      | 만연사 동종                                 | 화순군 화순읍 동구리 179                                                         | 만연사 주지                                                                       | 2005년 1월 15일 지정                                                                          |                           |
| 24호 |      | 개천사 부도군                               | 화순군 춘양면 가동리 산 151                                                      | 개천사 주지                                                                       | 2005년 1월 15일 지정                                                                          |                           |
| 25호 |      | 능주향교 은행나무                           | 화순군 능주면 남정리 328                                                         | 능주향교 전교                                                                     | 2005년 1월 15일 지정                                                                          |                           |
| 26호 |      | 오형석 가옥 문간채                          | 화순군 동복면 연둔리 26                                                          | 오형석                                                                            | 2006년 1월 9일 지정                                                                           |                           |
| 27호 |      | 송석정 (松石亭)                             | 화순군 이양면 강성리 754                                                         | 제주양씨학포공파송석정종회                                                        | 2006년 1월 9일 지정                                                                           |                           |
| 28호 |      | 만연사 나한전 인왕상                        | 화순군 화순읍 동구리 179                                                         | 만연사 주지                                                                       | 2006년 1월 9일 지정                                                                           |                           |
| 29호 |      | 석불암 마애여래좌상                         | 화순군 이서면 영평리 898                                                         | 석불암 주지                                                                       | 2007년 1월 5일 지정                                                                           |                           |
| 30호 |      | 화순 유마사 보안교                          | 화순군 사평면 마리 321                                                           | 유마사 주지                                                                       | 2007년 1월 5일 지정                                                                           |                           |
| 31호 |      | 한달문 옥중서한                             | 화순군 도암면 원천리 388-1                                                       | 한병만                                                                            | 2007년 1월 5일 지정                                                                           | 2022년 2월 16일 지정 해제 |
| 32호 |      | 고참봉 가옥                                 | 화순군 화순읍 주도리 135                                                         | 김판조                                                                            | 2007년 1월 5일 지정                                                                           |                           |
| 33호 |      | 주도리 상촌 초가                            | 화순군 화순읍 주도리 118                                                         | 유영희                                                                            | 2007년 1월 5일 지정                                                                           | 2019년 11월 1일 지정해제  |
| 34호 |      | 영롱대 (玲瓏臺)                             | 화순군 사평면 복교리 산 82-13                                                    | 김종표                                                                            | 2007년 1월 5일 지정                                                                           |                           |
| 35호 |      | 환산정 (環山亭)                             | 화순군 동면 서성리 250-6                                                         | 유태종                                                                            | 2007년 1월 5일 지정                                                                           |                           |
| 36호 |      | 침수정                                      | 화순군 춘양면 우봉리 368                                                         | 풍산홍씨종중                                                                      | 2008년 1월 9일 지정                                                                           |                           |
| 37호 |      | 망미정                                      | 화순군 이서면 장학리 산 111-1                                                    | 정채호                                                                            | 2008년 1월 9일 지정                                                                           |                           |
| 38호 |      | 쌍봉사 사적비                               | 화순군 이양면 증리 741                                                           | 쌍봉사 주지스님                                                                   | 2008년 1월 9일 지정                                                                           |                           |
| 39호 |      | 쌍옥리 방풍림                               | 화순군 도곡면 쌍옥리 299-1                                                       | 옥계마을 이장님                                                                   | 2008년 1월 9일 지정                                                                           |                           |
| 40호 |      | 화순 고사정                                 | 화순군 화순읍 삼천리 11                                                          | 해주최씨고사정종중                                                                | 2008년 12월 30일 지정                                                                         |                           |
| 41호 |      | 만연사 선정암 목조보살좌상                  | (화순군 화순읍 동구리 180)                                                       | 선정암                                                                            | 2011년 12월 20일 문화재 자료 제277호 승격지정                                                 | 2008년 12월 30일 지정     |
| 42호 |      | 화순 대곡리 청동기출토유적                  | 화순군 도곡면 대곡리 산 312                                                      | 창녕조씨장양공대문중                                                              | 2008년 12월 30일 지정                                                                         |                           |
| 43호 |      | 화순 오현당                                 | 화순군 화순읍 앵남리 656-1                                                       | 광산이씨상서공파종중                                                              | 2010년 1월 7일 지정                                                                           | 2022년 2월 16일 지정해제  |
| 44호 |      | 화순 예산사                                 | 화순군 도암면 운월리 477                                                         | 하동정씨례산사문중                                                                | 2010년 1월 7일 지정                                                                           |                           |
| 45호 |      | 화순 한후정                                 | 화순군 이양면 쌍봉리 725                                                         | 양회인, 양동복                                                                    | 2010년 1월 7일 지정                                                                           |                           |
| 46호 |      | 화순 우봉리 들소리 (和順 牛峰里 들소리)</   | 화순군 춘양면 우봉리 29                                                          |                                                                                   | 2010년 1월 7일 지정, 전남 무형문화재 제54호로 2013년 8얼 5일 승격지정                         |                           |
| 47호 |      | 화순 월곡리 무환자나무                      | 화순군 도곡면 월곡리 산 100-1                                                    | 월곡1리 새마을회                                                                  | 2010년 1월 7일 지정                                                                           |                           |
| 48호 |      | 화순 양이재                                 | 화순군 화순읍 앵남리 37-2                                                        | 전주이씨완창대군순양군파종회                                                      | 2010년 12월 21일 지정                                                                         |                           |
| 49호 |      | 부춘정                                      | 화순군 춘양면 부곡리 산 216-3                                                    | 창녕조씨문중                                                                      | 2010년 12월 21일 지정                                                                         |                           |
| 50호 |      | 능주 씻김굿                                 | 화순군 능주면 잠정리 204                                                         | 기능전수자조웅석                                                                  | 2010년 12월 21일 지정                                                                         |                           |
| 51호 |      | 홍양호 찬 학포신도비 (洪良浩 撰 學圃神道碑) | 화순군 이양면 쌍봉리 605                                                         | 제주양씨학포공파종회                                                              | 2010년 12월 21일 지정                                                                         |                           |
| 52호 |      | 송병선 찬 학포신도비 (宋秉璿 撰 學圃神道碑) | 화순군 이양면 쌍봉리 산 499                                                      | 제주양씨학포공파종회                                                              | 2010년 12월 21일 지정                                                                         |                           |
| 53호 |      | 주자묘 (朱子廟)                             | 화순군 능주면 천덕리 337                                                         | 신안주씨대종회                                                                    | 2011년 12월 26일 지정                                                                         |                           |
| 54호 |      | 추원재 (追遠齋)                             | 화순군 춘양면 대신리 480                                                         | 여흥민씨의암공파종중                                                              | 2011년 12월 26일 지정                                                                         |                           |
| 55호 |      | 감결등서완문                                | 화순군 화순읍 대리 37-8 한국하이빌 105-1101                                      | 이정옥                                                                            | 2011년 12월 26일 지정                                                                         |                           |
| 56호 |      | 화순 송단 복조리 마을                       | 화순군 화순읍 대리 37-8 한국하이빌 105-1102                                      | 마을이장                                                                          | 2011년 12월 26일 지정                                                                         |                           |
| 57호 |      | 죽시장                                      | 화순군 화순읍 교리 292-8                                                         | 기능보유자 김형기                                                                 | 2011년 12월 26일 지정                                                                         | 2022년 2월 16일 지정 해제 |
| 58호 |      | 쌍봉사 성화십사년명기와                     | 화순군 화순읍 대리 37-8 한국하이빌 105-1101                                      | 이정옥                                                                            | 2011년 12월 26일 지정                                                                         |                           |
| 59호 |      | 화순 귀후재                                 | 화순군 화순군 동면 장동리 257                                                    | 신안주씨대종회                                                                    | 2013년 12월 12일 지정                                                                         |                           |
| 60호 |      | 화순 포충사지                               | 화순군 화순군 한천면 모산리 산15-9                                               | 능주 포충사                                                                       | 2013년 12월 12일 지정                                                                         |                           |
| 61호 |      | 화순 오류리 효자각                          | 화순군 이양면 오류리 203-3                                                       | 민병화                                                                            | 2013년 12월 12일 지정                                                                         |                           |
| 62호 |      | 도장마을 소장 새마을 운동 기록물            | 화순군 도암면 도장리 298                                                         | 도장리민속보존회                                                                  | 2013년 12월 12일 지정                                                                         |                           |
| 63호 |      | 춘양면 소장 고문헌(고문서)                  | 화순군 춘양면 석정리 386-3                                                       | 춘양면                                                                            | 2013년 12월 12일 지정                                                                         |                           |
| 64호 |      | 내평마을 길쌈노래                           | 화순군 화순읍 내평리 191-1                                                       | 내평리길쌈노래보존회                                                              | 2013년 12월 12일 지정                                                                         |                           |
| 65호 |      | 능주 들소리                                 | 화순군 능주면 관영리 94-9                                                        | 능주들소리보존회                                                                  | 2013년 12월 12일 지정                                                                         |                           |
| 66호 |      | 쌍봉마을 당산제                             | 화순군 이양면 쌍봉리 345                                                         | 쌍봉마을회                                                                        | 2013년 12월 12일 지정                                                                         |                           |

## 참고 문헌
- 화순군 홈페이지 - 공보